# イゴール・ネーヴェルリ

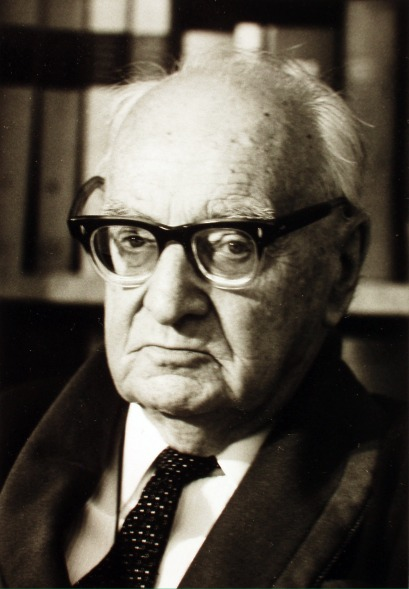
イゴール・ネーヴェルリ、1987年の撮影

イゴール・ネーヴェルリ（Igor Newerly、1903年3月24日 - 1987年10月19日）は、ポーランドの著述家で教育者。本名は、イゴール・アブラモフ（Igor Abramov）。

## 生涯
ロシア帝国（現在のポーランド・ポドラシェ県）ヴィアウォヴィェジャ生まれ。彼は信念を持った共産主義者で、1915年から1923年までロシア革命に参加し、ロシアに滞在した。1918年から1921年まで全ソヴィエト共産主義青年同盟で働いていた。
キエフの大学で法学を学んだ後、彼はポーランドに帰り、ワルシャワの私立のポーランド自由大学（Wolna Wszechnica Polska）で教育学を学んだ。1925年、彼は進歩主義的な教育プロジェクトを始め、教育者ヤヌシュ・コルチャックのグループに参加することになる。その後彼は1926年コルチャックの助手となり、1932年にはコルチャックから雑誌Mały Przegląd（小評論）の編集主幹を引き継ぐ。第二次世界大戦の始まった後、ネーヴェルリは潜伏して非合法活動に従事したが、1943年ゲシュタポに逮捕され、さまざまな強制収容所を戦争の終結までたらい回しにされた。1945年以後、彼は当然のことながら新しい共産主義の政府の下で働くことになった。彼は若手の「共産主義的な」著述家たちの育成を行い、ポーランド文学者同盟（Związek Literatów Polskich）で働いた。彼はコルチャックのゲットー日記を秘匿、保存し、それを編纂して出版した功績で数々の栄誉を受けている。

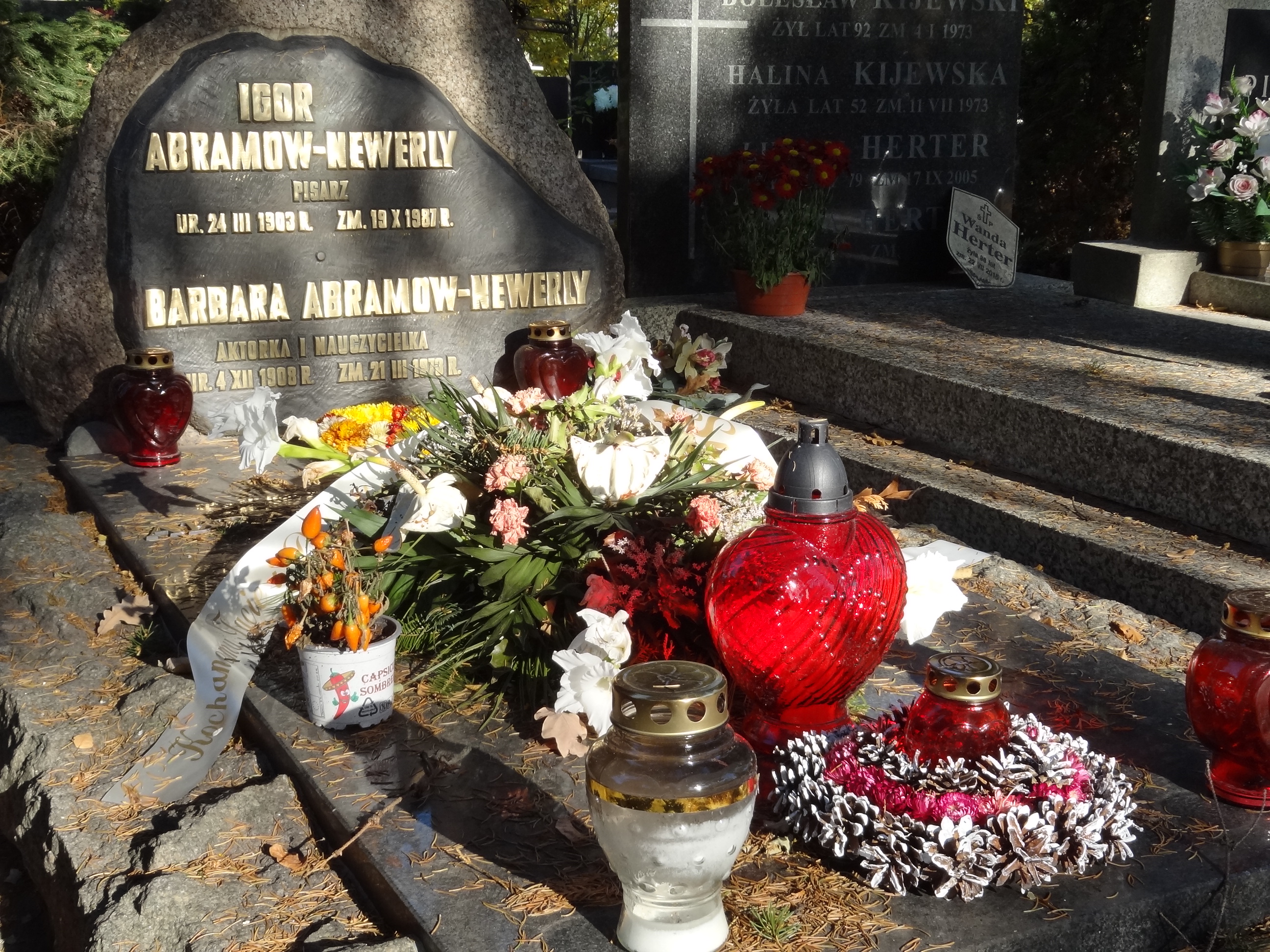
2021年の諸聖人の日の前夜にワルシャワにあるイゴール・ネーヴェルリの墓。

1932年に彼は既に著述家としてのキャリアを始めている。彼はその小説の中で教育学的で啓蒙的な傾向をさまざまな背景を持った古典的な叙述とうまく調和させている。おおむねロマン主義の精神にあふれているが、主人公が共産主義者であることははっきりと見て取ることが出来る。そうしたこともあり、彼は1945年以降は社会主義的な現実主義の指導者となっていった。彼の著作は、その自然描写や人間の不正と戦う姿などが若者たちの心を捉え、広く読まれてきた。彼の著作のいくつかは特にかつての東ドイツでドイツ語に翻訳出版されている。

## 著作
- Chłopiec z Salskich Stepów (1948) (ドイツ語訳: Der Junge aus der Salzsteppe, Ost-Berlin 1952)
- Archipelag ludzi odzyskanych (1950) (ドイツ語訳: Archipel der wiedergewonnenen Menschen, Ost-Berlin 1951)
- Pamiątka z Celulozy (1952) (dt.: Eines Menschen Weg, Ost-Berlin 1953)
- Leśne morze (1960) (ドイツ語訳: Das Waldmeer. Im Reiche des Tigers, Ost-Berlin 1969, ISBN 3-353-00086-0)
- Żywe wiązanie (1966)
- Rozmowa w sadzie piątego sierpnia (1978)
- Za Opiwardą, za siódmą rzeką... (1985)
- Wzgórze Błękitnego Snu (1986) (ドイツ語訳: Der Hügel vom blauen Traum, Berlin 1990, ISBN 3-353-00633-8)
- Zostało z uczty bogów (1986)